# Echinopsis saltensis
Echinopsis saltensis är en kaktusväxtart som beskrevs av Carlos Luis Spegazzini. Echinopsis saltensis ingår i släktet Echinopsis och familjen kaktusväxter.

## Underarter
Arten delas in i följande underarter:
- E. s. saltensis
- E. s. schreiteri